# Пятра (Молдова)
Пятра (рум. Piatra) — село в Оргеевском районе Молдавии. Является административным центром коммуны Пятра, включающей также село Желобок.

## История
Село Пятра было засвидетельствовано документально в 1530 году. Оно расположено на левом берегу Рэута, у брода под название Вадул Петрей.
В XIX веке село разделилось на Пятра де Сус и Пятра де Жос. Село Пятра де Сус принадлежало помещику Ивану Иванову, а Пятра де Жос — Матильде Лазо. Последними помещиками этой династии были Георгий и Елена Лазо — родители героя гражданской войны в России Сергея Лазо. В 1906 году Елена Лазо после смерти супруга продала имение в Пятре семье Фокшэняну и переехала в имение Езэрень Белецкого уезда.
В советское время населённый пункт был переименован в Лазо, в честь советского революционера Сергея Лазо, родившегося в этом селе.
В этом очень красивом и своеобразном селе есть два культурно-исторических памятника — Музей-усадьба Лазо и имение Багдасаровых.
Здесь издревле было развито ремесло художественной обработки камня. До наших дней в селе сохранились многие красиво высеченные каменные кресты, украшенные фольклорными мотивами. Одним из традиционных архитектурных элементов крестьянских домов были каменные колонны, окрашенные в яркие цвета.

## География
Село расположено на высоте 67 метров над уровнем моря.

## Население
По данным переписи населения 2004 года, в селе Пятра проживает 1379 человек (677 мужчин, 702 женщины).
Этнический состав села:
| Национальность | Число жителей | Процентный состав |
| -------------- | ------------- | ----------------- |
| молдаване      | 1615          | 99,35             |
| украинцы       | 4             | 0.29              |
| русские        | 4             | 0.29              |
| болгары        | 1             | 0.07              |
| Всего          | 1379          | 100 %             |

## Известные уроженцы
- Лазо, Сергей Георгиевич (1894—1920) — революционер, участник Гражданской войны на Дальнем Востоке.